# Hilarempis echinata
Hilarempis echinata är en tvåvingeart som först beskrevs av White 1916.  Hilarempis echinata ingår i släktet Hilarempis och familjen dansflugor. Inga underarter finns listade i Catalogue of Life.